# Physcius argentinus
Physcius argentinus là một loài bọ cánh cứng trong họ Mycteridae. Loài này được Pic mô tả khoa học năm 1930.